# Brachyachne
Brachyachne és un gènere de plantes de la subfamília de les cloridòidies, família de les poàcies, ordre de les poals, subclasse de les commelínides, classe de les liliòpsides, divisió dels magnoliofitins.

## Taxonomia
- Brachyachne ambigua Ohwi.
- Brachyachne chrysolepis C.E. Hubb.
- Brachyachne ciliaris (Benth.) C.E. Hubb.
- Brachyachne convergens (F. Muell.) Stapf.
- Brachyachne fibrosa C.E. Hubb.
- Brachyachne fulva Stapf.
- Brachyachne kundelungensis Van der Veken.
- Brachyachne obtusiflora (Benth.) C.E. Hubb.
- Brachyachne patentiflora (Stent i Rattray) C.E. Hubb.
- Brachyachne pilosa Van der Veken.
- Brachyachne prostrata C.A. Gardner i C.E. Hubb.
- Brachyachne simonii Kupicha i Cope.
- Brachyachne tenella (R. Br.) C.E. Hubb.
- Brachyachne upembaensis Van der Veken.